# Lamprospilus orcidia
Lamprospilus orcidia is een vlinder uit de familie van de Lycaenidae. De wetenschappelijke naam van de soort werd als Thecla orcidia in 1874 gepubliceerd door William Chapman Hewitson.

## Synoniemen
- Gigantorubra tafiensis Johnson, 1993
- Angulopis mossi Johnson & Kroenlein, 1993
- Gigantorubra silva Austin & Johnson, 1997
- Gigantorubra rondonia Austin & Johnson, 1997
- Gigantorubra obscura Austin & Johnson, 1997
- Gigantorubra perplexa Austin & Johnson, 1997
- Gigantorubra purpura Austin & Johnson, 1997